# Przełączka nad Dolinką Buczynową
Przełączka nad Dolinką Buczynową (niem. Schwarzwandscharte, słow. Štrbina nad Bučinovou dolinkou, węg. Fekete-fali-csorba) – wąska przełęcz położona na wysokości ok. 2225 m n.p.m. w długiej wschodniej grani Świnicy w polskich Tatrach Wysokich, na szlaku Orlej Perci.
Przełączka nad Dolinką Buczynową oddziela od siebie Czarne Ściany i Buczynową Strażnicę. W pobliżu przełęczy grań załamuje się. W stronę Koziego Wierchu biegnie w kierunku południowo-zachodnim, a w stronę Granatów w kierunku północnym. Na stronę Dolinki Buczynowej grań opada tu stromymi urwiskami. Z przełęczy w kierunku Dolinki Koziej schodzi Żleb Kulczyńskiego, którym poprowadzony jest oznaczony kolorem czarnym szlak z Dolinki Koziej na Kozi Wierch.
Pierwsze odnotowane wejście:
- latem, podczas podejścia na Kozi Wierch – Władysław Kulczyński senior, Szymon Tatar młodszy w 1893 r.,
- zimą – Walenty Gadowski, Jakub Gąsienica Wawrytko starszy, 22 lutego 1910 r.[3]

## Szlaki turystyczne
– czerwony (Orla Perć) przebiegający granią główną z Zawratu przez Kozi Wierch, Granaty i Buczynowe Turnie na Krzyżne.
- Czas przejścia z Zawratu na Krzyżne: 6:40 h
- Czas przejścia z Krzyżnego na Kozi Wierch (część Zawrat – Kozi Wierch jest jednokierunkowa!): 3:35 h

    – na przełęcz prowadzi trasa Żlebem Kulczyńskiego. Znad Czarnego Stawu szlakiem niebieskim do Zmarzłego Stawu, dalej kolejno szlakami żółtym, zielonym i czarnym. Czas przejścia znad Czarnego Stawu: 2 h, ↓ 1:50 h.